# Kommer det att snöa till jul?
Kommer det att snöa till jul? (franska: Y aura-t-il de la neige à Noël?) är en fransk julfilm från 1996 i regi av Sandrine Veysset.

## Utmärkelser
Filmen vann Louis Delluc-priset 1996.

## Roller (urval)
- Dominique Reymond – mamman
- Daniel Duval – pappan
- Jessica Martinez – Jeanne
- Alexandre Roger – Bruno
- Xavier Colonna – Pierrot
- Fanny Rochetin – Marie
- Flavie Chimenes – Blandine
- Jérémy Chaix – Paul
- Guillaume Mathonnet – Rémi
- Éric Huyard – Yvan
- Loys Cappatti – Bernard